# Acervochalina
Acervochalina är ett släkte av svampdjur. Acervochalina ingår i familjen Chalinidae.
Släktet innehåller bara arten Acervochalina limbata.